# Petit Cul-de-sac marin
Ne doit pas être confondu avec Grand Cul-de-sac marin ou Cul-de-sac du Marin.
Le Petit Cul-de-sac marin est une baie située en Guadeloupe, entre la côte Sud de la Grande-Terre et la côte Est de la Basse-Terre, au sud de la ville de Pointe-à-Pitre.

## Géographie
Peu profonde, la baie abrite quelques îlets et bancs de sable dont les plus importants sont l'îlet à Cochons, l'îlet Boissard, l'îlet Feuille et l'îlet du Gosier. Les îlets qui bordaient la côte de Basse-Terre aux siècles précédents, ont disparu : îlets Caraïbes, îlets à l’Anglais, îlet Frégate de Bas, îlet à Colas, îlet à Marpon, îlet à Jean, îlet à la Hache, l’îlet à la Brèche, îlet Rond, et l’îlet à Moustique. Certains îlets qui perdurent encore de nos jours, ont vu leur superficie se restreindre considérablement depuis le XVIIIe siècle ; c’est le cas de l’îlet Frégate de Haut, de l’îlet à Cabrit et du Grand Îlet. L'îlet à Nègre est proche de l'îlet à Cabrit, et l'îlet Fortune se situe au large de Goyave.
Les rivages du Petit Cul-de-sac sont bien protégés des houles atlantiques et sont naturellement occupés, dans certaines zones, par des mangroves et prolongés par des fonds coralliens.

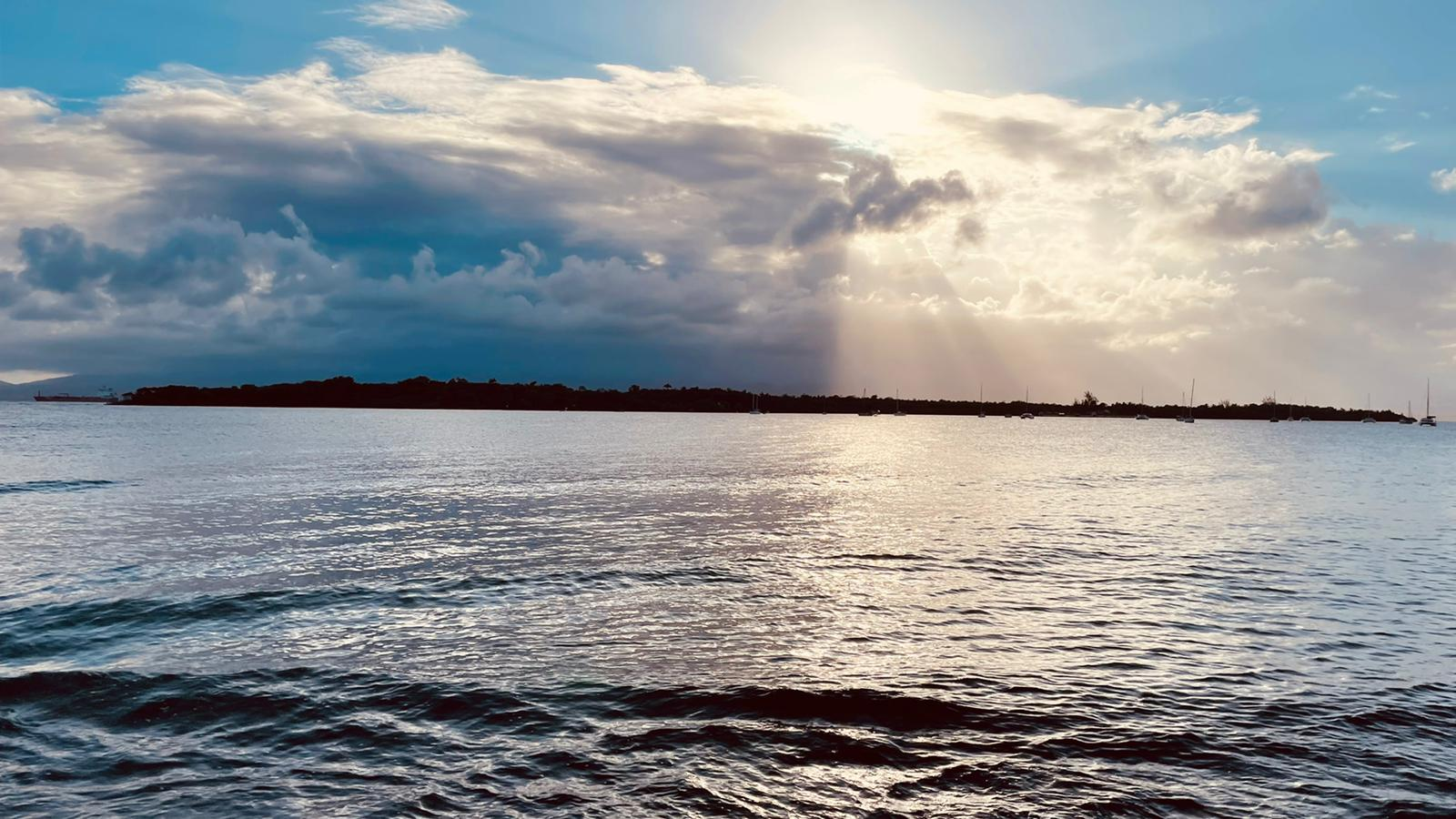
L'îlet à Cochons dans le Petit Cul-de-sac marin.